# 시바 케샤반
시바 케샤반(영어: Shiva Keshavan, 힌디어: शिवा केशवन, 1981년 8월 25일~)은 인도의 루지 선수이다. 케샤반은 아시아 루지 기록 보유자로서 "인도에서 가장 빠른 남자"라는 별명을 갖고 있다. 또한 동계 올림픽에 6차례 출전했으며 인도에서 가장 성공적인 겨울 스포츠 선수로 여겨지고 있다.

## 어린 시절과 청소년 시절
시바 케샤반은 1981년에 히마찰프라데시주 마날리에서 케랄라주 출신의 아버지와 이탈리아인 어머니의 아들로 태어났다. 케샤반의 부모는 1970년대에 히말라야산맥에서 배낭여행을 하던 도중에 만났다. 케샤반은 어린 시절에 나무 스키를 타는 방법을 배웠고 남동생과 함께 주변 산길에서 본인이 직접 만든 썰매를 타고 길거리 루지를 즐겼다. 케샤반의 부모는 당시에 모험 스포츠 회사를 운영했다.
1996년에는 국제 루지 연맹(FIL)으로부터 인재 발굴을 의뢰받은 오스트리아 출신의 루지 선수인 귄터 레메러가 인도 현지에서 케샤반의 학교에 있던 소년을 알게 되었다. 당시 15세였던 케샤반은 원래 재능 있는 스키 선수로 여겨졌지만 프로 경력을 쌓을 야망이 없었기 때문에 오스트리아 출신 선수들과 함께 훈련 캠프를 갔다. 무엇보다도 인도 현지에서는 케샤반이 영감을 주었다고 주장하는 장편 영화 《쿨러닝》이 상영되었다. 레메러는 인도에서 케샤반의 재능을 발견했는데 케샤반은 1997년에 오스트리아 인스브루크에서 열린 루지 대회에서 자신의 첫 루지 경기에 출전하게 된다. 케샤반은 비록 발 부상을 입었지만 첫 여행에서 올림픽을 일찍 시작하려는 야망을 키웠다.

## 선수 경력
케샤반은 16세 시절에 일본 나가노에서 열린 1998년 동계 올림픽에서 인도의 유일한 루지 선수이자 최연소 루지 선수로 출전했다. 케샤반은 남자 루지 1인승 경기에서 금메달리스트인 독일의 게오르크 하클에 거의 10초 정도 뒤진 28위를 기록했다. 이후 몇 년 동안 케샤반은 수많은 국제 루지 대회에 참가했지만 항상 대여하거나 자체 제작한 썰매에 의존했다.
케샤반은 처음부터 크라우드펀딩을 통해 선수 경력에 자금을 댔다. 케샤반은 미국 솔트레이크시티에서 열린 2002년 동계 올림픽에 참가하여 남자 루지 1인승 경기에서 33위를 차지했다. 케샤반은 2005년에 일본 나가노에서 열린 아시아 루지 선수권 대회에서 남자 1인승 동메달을 획득했는데 이는 인도 역사상 첫 겨울 스포츠 메달이기도 했다. 케샤반은 이탈리아 토리노에서 열린 2006년 동계 올림픽에 참가하여 남자 루지 1인승 경기에서 25위를 차지하여 메이저 대회 개인 최고 성적을 기록했다. 하지만 돈이 없었기 때문에 2번의 겨울을 쉴 수밖에 없었다고 한다.
케샤반은 2008년에 처음으로 코카콜라와 스폰서 계약을 체결했다. 케샤반은 미국의 전직 루지 선수인 덩컨 케네디를 코치로 영입했고 2차례의 동계 올림픽(2010년 밴쿠버 동계 올림픽, 2014년 소치 동계 올림픽)에 출전했다. 또한 2011년·2012년 아시아 루지 선수권 대회에서 2회 연속 우승을 차지했다. 케샤반은 2014-15년 루지 월드컵 시즌에서 개인 점수 42점, 종합 43위를 기록하여 루지 월드컵 개인 최고 성적을 기록했다. 특히 미국 레이크플래시드에서 열린 루지 월드컵에서는 개인 최고 성적인 25위를 차지했다.
케샤반은 2016년 1월에 대회 참가에 필요한 재원을 조달할 수 없어 독일 쇠나우암쾨니히스제에서 열린 루지 월드컵 출전을 취소해야 했다. 케샤반은 2017년 11월에 선수 경력에서 최초로 자신의 썰매인 "붉은 악마"를 활용하여 동계 올림픽 출전 자격을 획득했는데 케네디 코치가 썰매 제작 과정에 참여했다. 케샤반은 대한민국 평창에서 열린 2018년 동계 올림픽에서 6번째이자 마지막으로 출전했는데 하계 올림픽에 7번 참가한 인도의 테니스 선수이자 1996년 애틀랜타 하계 올림픽 테니스 남자 단식 동메달리스트인 리앤더 페이즈에 이어 인도에서 2번째로 올림픽 참가 이력이 많은 선수가 되었다.
시바 케샤반은 루지에서 시속 134.4km로 아시아 기록을 보유하고 있어 "인도에서 가장 빠른 남자" 또는 "인도에서 얼음 위에서 가장 빠른 남자"라는 별명을 얻었다.

## 그 외의 경력
케샤반은 선수 경력 이외에도 인도 루지 연맹 회장을 역임했으며 고국에서 재능 있는 젊은 루지 선수들을 발견하기 위해 노력했다. 케샤반은 인도 올림픽 협회와 인도 정부가 자국 선수들에 대한 재정 지원에 별다른 관심을 갖고 있지 않다고 거듭 비판했고 특히 '겨울 스포츠에 대한 무관심'에 대해 불만을 토로했다. 케샤반은 대한민국에서 열린 2018년 평창 동계 올림픽에 참가하기 위해 인도 체육부로부터 150만 인도 루피를 받았다.
"우리(인도)는 천연 자원을 가지고 있고 가난한 나라가 아닙니다. 충분히 큰 재능들을 가지고 있고 열정도 많지만 뭔가 부족한 점이 있습니다. (중략) 우리는 겨울 스포츠의 문화나 전통이 없기 때문에 제가 그러한 역할을 조금이나마 할 수 있을 것 같습니다."— 시바 케샤반 (2018년에 인도 《힌두스탄 타임스》와 가진 인터뷰에서)

2002년 솔트레이크시티 동계 올림픽을 앞두고 이탈리아 루지 연맹에서는 인도 출신 루지 선수인 케샤반 영입을 시도했다. 케샤반은 스포츠 분야에서의 모든 장점에 더하여 경찰관 일자리와 이탈리아 시민권을 제공받았다. 하지만 케샤반은 올림픽과 인도를 연결하는 것이 꿈이었기 때문에 국적 변경을 고려하지 않았다고 한다. 케샤반은 2014년 소치 동계 올림픽에서 독립 선수단을 의미하는 올림픽기 아래에서 참가했는데 이는 2012년에 인도 올림픽 협회가 부패 스캔들, 인도 정부의 부당한 운영 간섭에 연루되어 국제 올림픽 위원회(IOC)의 자격 정지 처분을 받았기 때문이다. 케샤반은 2018년 평창 동계 올림픽에서 6번째이자 마지막으로 동계 올림픽에 참가했다.

## 사생활
케샤반은 나미타라는 아내와 결혼하여 2015년에 태어난 딸과 함께 출생지에 거주했다. 케샤반은 이탈리아 피렌체 대학교에서 국제관계학을 전공했으며 영어, 힌디어, 이탈리아어에 능통한 편이다. 케샤반은 훈련을 위해 요가, 명상 뿐만 아니라 인도의 전통 무술인 칼라리파야트를 즐겼다. 케샤반은 이탈리아의 전설적인 스키 선수인 알베르토 톰바를 롤 모델로 여겼다. 케샤반은 여름에 부모가 운영하던 이탈리아 레스토랑에서 피자 제빵사, 웨이터로 일했다.